# Федор фон Бродовський
Федор фон Бродовський, (нім. Fedor von Brodowski; 25 лютого 1841, Познань — 27 грудня 1923) — був генералом Пруссії, а також губернатором Фортеці Ульм.

## Біографія
Закінчивши середню школу, відслужив один рік у Прусській армії піонерського батальйону № 5. 10 травня 1860 року був призначений прапороносцем. 4 грудня 1860 року, після підвищення звання до Лейтенанта, Федор вирушив до Вроцлава для 2-го інженерного огляду. Через три роки пройшов 3-й інженерний огляд у Кобленці. 4 січня 1864 року був переведений до піонерського батальйону № 7. У цьому батальйоні, під час Другої Шлезвізької війни, Бродовський брав участь у Битві при Дюббелі. Під час «Штурму пагорба» був важко поранений і за досягнення нагороджений орденом Червоного орла 4-го класу.
У Австро-прусській війні участі не брав. 30 жовтня 1866 року здобув звання Оберлейтенанта. 3 вересня 1867 року пройшов перший інженерний огляд. З 1 травня 1868 р. по 18 липня 1870 р. служив у Генеральному штабі Німеччини. 18070 року, на початку Французько-прусської війни, брав участь у битві при Гравелотті. Потім, з 19 по 24 серпня 1870 р., воював у гвардії стрілецького батальйону та з 25 серпня по 21 грудня 1870 р. у 2-му імператорському полку гренадерів у битвах при Бомоні та Седані. Після цього відбулась облога Парижа. Під час облоги, 22 грудня 1870 року, Бродовського було переведено до 2-го імператорського полку гренадерів.
Після Франкфуртського миру був нагороджений орденом «Залізного Хреста» 1-го й 2-го ступенів. 23 грудня 1871 р. було надано звання гаултмана, а 13 січня 1871 р. призначений командиром роти. 23 січня 1875 р. Бродовського було переведено до генерального штабу й підвищено до звання Майора. З 17 жовтня 1878 р. по 15 травня 1882 р. служив у Генеральному штабі 22-ї дивізії в Касселі, а потім був призначений командиром 3-го Нижньосілезького піхотного батальйону № 50. 20 листопада 1883 р. був призначений командиром 4-го піхотного батальйону. 10 серпня 1888 р., здобувши звання підполковника, Бродовського було призначено офіцером 7-го піхотного батальйону. 13 листопада 1888 р., здобувши звання полковника, був призначений командиром 1-го Ганзейського піхотного батальйону № 75. З 16 червня 1891 р. по 17 квітня 1895 р., здобувши звання генерал-майора, був командиром 70-ї піхотної бригади в Торуні. Здобувши звання генерал-лейтенанта, був переведений до Бранденбурга-на-Гафелі і призначений командиром 6-ї дивізії до 2 липня 1899 р. Після цього був нагороджений Орденом Залізної Корони 1-го класу. 3 липня 1899 р. Вільгельм II призначив Бродовсського губернатором фортеці Ульм. Також, 27 січня 1901 р., він призначив Бродовського генералом піхоти. 11 вересня 1901 р. вийшов на пенсію. 12 жовтня 1902 р. за багаторічну службу був нагороджений орденом «Червоного орла» та орденом Фрідріха.
Після від'їзду Бродовський мешкав у Шарлоттенбурзі.
Одружений був із Джулі Конрад. Дочка Уоллі вийшла заміж за капітана Адольфа Вікеде (* 5 жовтня 1865; † 17 липня 1917). Генерал-лейтенант Фріц фон Бродовський (1886—1944) був його сином.
Помер 27 грудня 1923 р. Похований на кладовищі у Ванзе. Напис зображено на лежачому камені з чорного граніту.